# Festival de la Cançó d'Eurovisió 1997
El XLII Festival de la Cançó d'Eurovisió fou retransmès el 3 de maig de 1997 en Dublín, Irlanda. Els presentadors van ser Ronan Keating i Carrie Crowley, i la victòria va ser per al representant del Regne Unit, Katrina & The Waves amb la cançó "Love Shine a Light".

## Final

Països participants.
Països que hi van participar al passat però no el 1997.

| Núm. | País                              | Intèrpret(s)                | Cançó                    | Posició | Pts |
| ---- | --------------------------------- | --------------------------- | ------------------------ | ------- | --- |
| 01   | Països Baixos                     | Mrs. Einstein               | Niemand heeft nog tijd   | 22      | 5   |
| 02   | Àustria                           | Bettina Soriat              | One step                 | 21      | 12  |
| 03   | Estònia                           | Maarja-Liis Ilus            | Keelatud maa             | 8       | 82  |
| 04   | Grècia                            | Marianna Zorba              | Horepse                  | 12      | 39  |
| 05   | Suïssa                            | Barbara Berta               | Dentro di me             | 23      | 5   |
| 06   | República de Bòsnia i Hercegovina | Alma Čardžić                | Goodbye                  | 18      | 22  |
| 07   | França                            | Fanny                       | Sentiments songes        | 7       | 95  |
| 08   | Suècia                            | Blond                       | Bara hon älskar mig      | 14      | 36  |
| 09   | Malta                             | Debbie Scerri               | Let me fly               | 9       | 66  |
| 10   | Itàlia                            | Jalisse                     | Fiumi di parole          | 4       | 114 |
| 11   | Turquia                           | Şebnem Paker & Grup Etnik   | Dinle                    | 3       | 121 |
| 12   | Islàndia                          | Paul Oscar                  | Minn hinsti dans         | 20      | 18  |
| 13   | Hongria                           | V.I.P.                      | Miért kell, hogy elmenj? | 13      | 39  |
| 14   | Portugal                          | Célia Lawson                | Antes do adeus           | 24      | 0   |
| 15   | Alemanya                          | Bianca Shomburg             | Zeit                     | 19      | 22  |
| 16   | Xipre                             | Hara & Andreas Constantinou | Mana mou                 | 5       | 98  |
| 17   | Croàcia                           | E.N.I.                      | Probudi me               | 17      | 24  |
| 18   | Espanya                           | Marcos Llunas               | Sin Rencor               | 6       | 96  |
| 19   | Polònia                           | Anna Maria Jopek            | Ale jestem               | 11      | 54  |
| 20   | Regne Unit                        | Katrina & The Waves         | Love, shine a light      | 1       | 227 |
| 21   | Dinamarca                         | Kølig Kaj                   | Stemmen i mit liv        | 16      | 25  |
| 22   | Irlanda                           | Marc Roberts                | Mysterious woman         | 2       | 157 |
| 23   | Rússia                            | Al·la Pugatxova             | Primadonna               | 15      | 33  |
| 24   | Noruega                           | Tor Endresen                | San Francisco            | 24      | 0   |
| 25   | Eslovènia                         | Tanja Ribič                 | Zbudi se                 | 10      | 60  |